# South Side (Chicago)
Pour les articles homonymes, voir South Side.

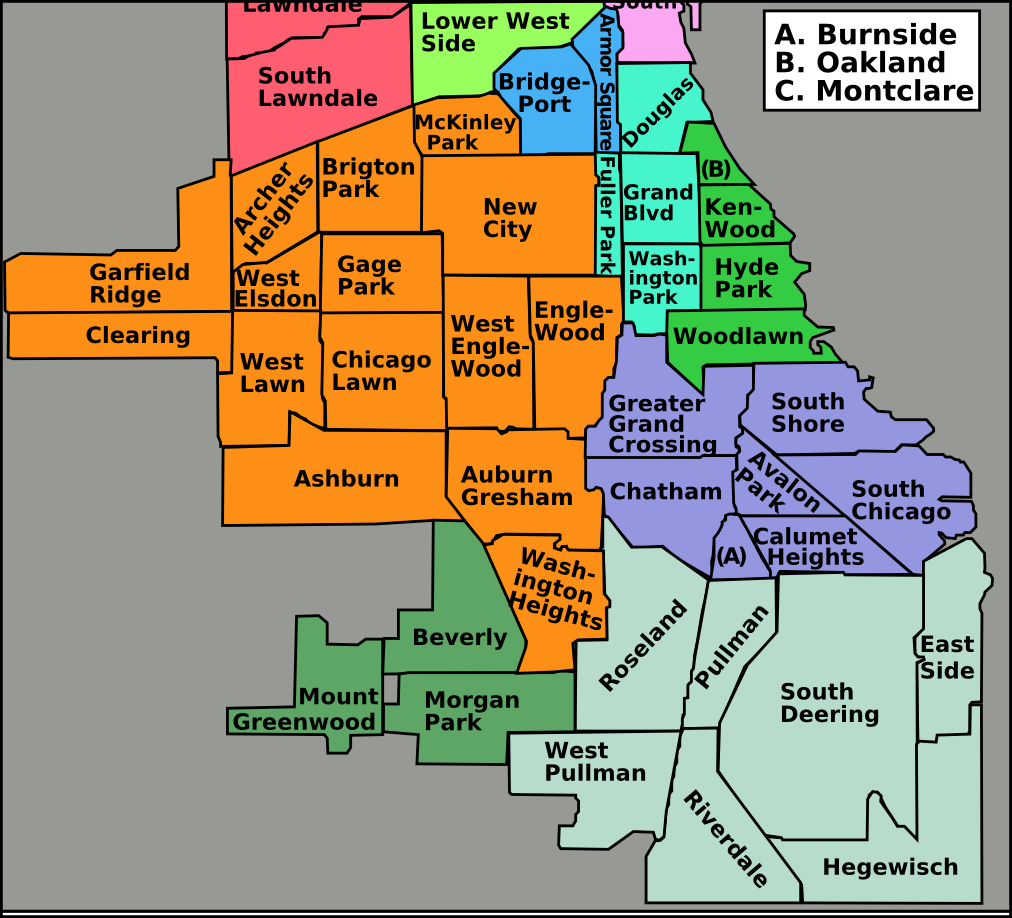
Carte des secteurs communautaires composant le South Side de la ville de Chicago.

South Side est le nom donné à la partie sud de la ville de Chicago, dans l'État de l'Illinois, aux États-Unis. South Side est l'une des quatre sections géographiques qui divisent naturellement le territoire de la ville de Chicago au niveau du canal sanitaire de Chicago et de la rivière Chicago.

## Géographie
South Side est une appellation locale pour désigner les quartiers sud de Chicago et n'est autre qu'une entité strictement géographique. South Side commence à la limite sud du secteur de Near South Side (Downtown Chicago) et inclut de nombreux secteurs et quartiers de la ville comme ceux de: Bridgeport, Hyde Park, Chinatown, Morgan Park, West Pullman, Hegewisch, Beverly, Mount Greenwood, Douglas, Auburn Gresham, South Shore, Chatham, South Deering, East Side et Riverdale. South Side occupe la partie comprise entre la 25e et la 138e Rue (à la limite sud de la ville).
Étant donné la grande étendue de South Side (environ 60 % de la superficie totale de la ville de Chicago), la section est géographiquement subdivisée en Southwest side, Far Southwest side, Far Southeast side.

## Histoire
Après la Première Guerre mondiale, des milliers d'Afro-américains ont quitté les régions du Sud du pays pour s'installer à Chicago. Le quartier de Bronzeville, situé dans le secteur de Douglas est réputé être la « métropole black », constituant ainsi un quartier historique de la ville. Il est bordé par la 25e et la 47e Rue. Bronzeville est devenu un ghetto noir dans les années 1960. Pour faire face à la surpopulation, la municipalité avait décidé de construire de grands ensembles d'immeubles (housing projects).

### Revitalisation actuelle
Comme d'autres quartiers noirs des États-Unis (Bronx, Harlem et Queensbridge à New York), South Side tente de sortir de la violence, notamment grâce aux centres culturels (Community Art Center, Little Black Pearl Workshop), les théâtres (Harold Washington Theater) ou les galeries d'art (Steel Life Art Gellery).

## Transports
Les quartiers sud de Chicago sont desservis par le métro (lignes rouge, verte et orange) et deux autoroutes (la Dan Ryan Expressway et la Chicago Skyway).

## Dans la culture populaire
La version américaine de la série Shameless se passe majoritairement dans certains quartiers de South Side, y montrant notamment la pauvreté, l'insécurité, les discriminations et les problèmes de drogues et d'alcool. À partir de la saison 5, certains quartiers subissent un processus de gentrification (quand des individus de classes moyennes ou aisées s'installent dans des quartiers populaires), ce qui provoque le mécontentement des habitants originaires qui se retrouvent chassés par l'augmentation du coût de la vie.